# Ignacio Nazareno Trejos Picado
Ignacio Nazareno Trejos Picado (Guadalupe de Cartago, 31 de julho de 1928) é bispo de San Isidro de El General.
Ignacio Nazareno Trejos Picado foi ordenado sacerdote em 8 de março de 1952 para a Arquidiocese de San José da Costa Rica.
Papa Paulo VI nomeou-o em 5 de janeiro de 1968 bispo auxiliar em San José da Costa Rica e bispo titular de Aquae Albae na Mauritânia. O Núncio Apostólico na Costa Rica Paolino Limongi o ordenou bispo em 8 de março do mesmo ano; Os co-consagrantes foram Enrique Bolaños Quesada, Bispo Auxiliar de Alajuela, e Delfín Quesada Castro, Bispo de San Isidro de El General.
Em 19 de dezembro de 1974 foi nomeado Bispo de San Isidro de El General. Em 31 de julho de 2003, o Papa João Paulo II aceitou sua renúncia por motivos de idade.